# Russell Robinson
Russell Robinson jr. (New York, 24 gennaio 1986) è un ex cestista statunitense naturalizzato equatoguineano.

## Carriera
Il 26 luglio 2012 firma un contratto con l'Angelico Biella.

## Palmarès
- Campione NCAA (2008)
- Campionato polacco: 1

Zielona Góra: 2014-15
- Campionato macedone: 1

Rabotnički Skopje: 2017-18
- Coppa di Polonia: 1

Zielona Góra: 2015